# Aspidura
Aspidura är ett släkte av ormar. Aspidura ingår i familjen snokar.
Arterna är med en längd mindre än 75 cm små ormar. De förekommer endemiska på Sri Lanka. Individerna gömmer sig på dagen i lövskiktet i skogar och de letar på natten efter daggmaskar. Honor lägger ägg. Släktets medlemmar lever i kulliga områden och i bergstrakter mellan 350 och 2100 meter över havet. Hos arterna är halsen inte tydlig avskild från huvudet. Med undantag av könsorganen finns inga skillnader mellan hannar och honor. Kring Kloaköppningen är fjällen utrustade med taggar. Kroppsfärgen varierar beroende på art och population mellan ljusbrun och mörkbrun. Hos några arter finns en mörk strimma på varje sida av ansiktet. Exemplar med ljus grundfärg har ofta mörka punkter på ovansidan. Undersidan kan ha samma färg över hela längden eller fläckar.

Arter enligt Catalogue of Life:
- Aspidura brachyorrhos
- Aspidura copei
- Aspidura deraniyagalae
- Aspidura drummondhayi
- Aspidura guentheri
- Aspidura trachyprocta

The Reptile Database listar ytterligare två arter:
- Aspidura ceylonensis
- Aspidura ravanai